# Kongens Have (Helsingør)
 For alternative betydninger, se Kongens Have (flertydig). (Se også artikler, som begynder med Kongens Have)
Kongens Have i Helsingør er et parkområde som hører til Marienlyst Slot.
Kongens Have er en højt liggende park med græsarealer, løbe- og mountainbike-muligheder. Parken løber langs kystskrænten fra slottet og knap 900m mod nordvest, og fremstår i den sydøstlige ende nær slottet som reel park, men bliver mere og mere forvildet til den når Tårnhøjbanen og Feriebyen mod Nordvest. Omtrent i midten af området kan spores et ovalt voldanlæg, der er resterne af Helsingør Cykelbane fra omkring år 1900. Parken gennemskæres før cykelbanen af kløften Rakkerrenden.
56°02′31″N 12°36′04″Ø / 56.042°N 12.6012°Ø
|  | Denne artikel om lokaliteten Kongens Have (Helsingør) kan blive bedre, hvis der indsættes et (bedre) billede. Du kan hjælpe ved at afsøge Wikimedia Commons for et passende billede eller lægge et op på Wikimedia Commons med en af de tilladte licenser og indsætte det i artiklen. |